# 藤堂長熙
藤堂 長熙（とうどう ながひろ、元禄11年（1698年） - 安永5年5月2日（1776年6月17日））は、津藩士名張藤堂家（藤堂宮内家）第5代。伊賀国名張1万5000石の領主。
幼名は安次郎、安之進。初名は長護。通称は宮内。号は可照軒。実父は名張藤堂家分家の藤堂修理家第2代・藤堂長定。藤堂高吉の曾孫、丹羽長秀の玄孫にあたる。名張藤堂家第4代・藤堂長源の婿養子として名張藤堂家を相続した。正室は長源の娘知久、継室は一柳直昌の娘。子は藤堂長辰、藤堂長美、藤堂長旧。
元禄11年（1698年）、藤堂修理長定の子として伊賀上野に誕生した。享保元年（1716年）、従兄の藤堂宮内長源が病没し、その娘婿として名張藤堂家を相続して名張領主1万5000石の領主となる。
享保19年（1734年）、先祖の藤堂高吉から代々続く本藩との確執から、高吉の実家丹羽家や幕府に対して独立大名となることを働きかける。その動きを藩主家に察知され、武力を背景とした藩の追及に屈し、家臣横田太右衛門、小澤宇右衛門、七条喜兵衛の3名が切腹、当主の長煕は隠居して嫡男の長美に家督を譲ることとなった（享保騒動、名張騒動）。この件以降、名張藤堂家は藩主家からの圧力・監視を受け入れる形となった。

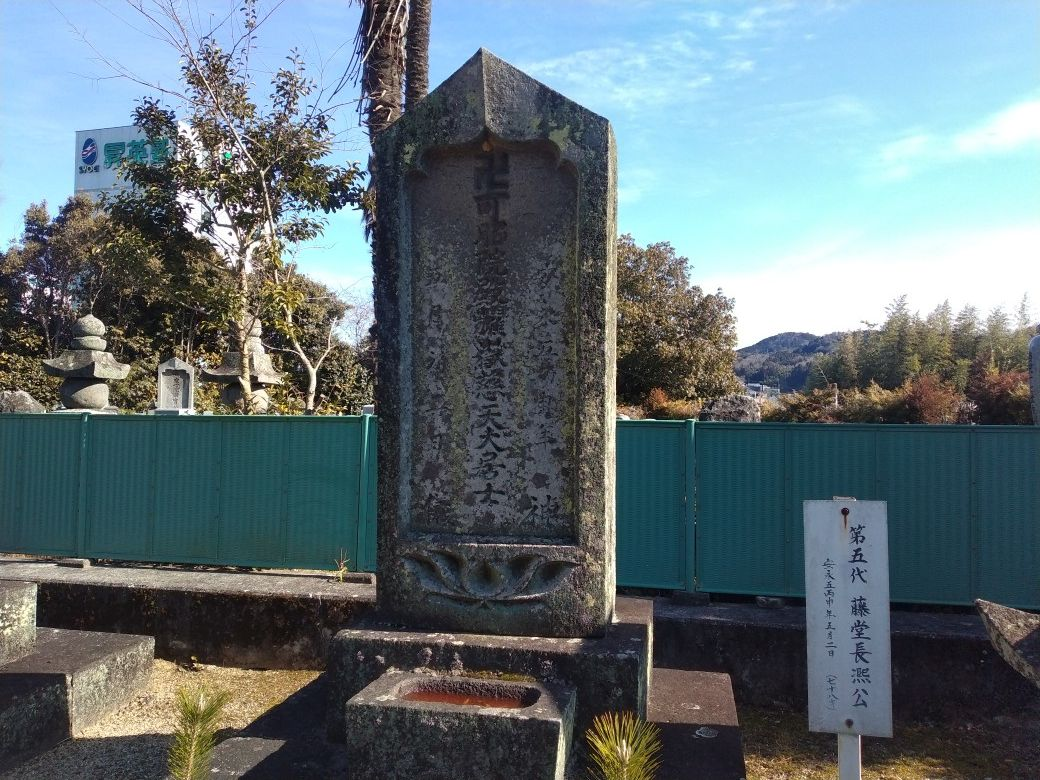
藤堂長熙の墓(名張市徳蓮院)

隠居の後も大殿として長美、長旧の後見を勤めた。安永5年（1776年）5月2日没。享年79。葬地は名張徳蓮院。

## 演じた俳優
- 渋谷天笑：「不熟につき… 藤堂家城代家老の日誌より」（NHK、1990年）